# Suchedniów (gemeente)
De gemeente Suchedniów is een stad- en landgemeente in het Poolse woiwodschap Święty Krzyż, in powiat Skarżyski.
De zetel van de gemeente is in Suchedniów.
Op 30 juni 2004 telde de gemeente 11 015 inwoners.

## Oppervlakte gegevens
In 2002 bedroeg de totale oppervlakte van gemeente Suchedniów 74,96 km², waarvan:
- agrarisch gebied: 27%
- bossen: 60%

De gemeente beslaat 19,83% van de totale oppervlakte van de powiat.

## Demografie
Stand op 30 juni 2004:
| Omschrijving                   | Totaal | Totaal | Vrouwen | Vrouwen | Mannen | Mannen |
| ------------------------------ | ------ | ------ | ------- | ------- | ------ | ------ |
| eenheid                        | aantal | %      | aantal  | %       | aantal | %      |
| inwoners                       | 11 015 | 100    | 5644    | 51,2    | 5371   | 48,8   |
| bevolkingsdichtheid (inw./km²) | 146,9  | 146,9  | 75,3    | 75,3    | 71,7   | 71,7   |

In 2002 bedroeg het gemiddelde inkomen per inwoner 1088,61 zł.

## Aangrenzende gemeenten
Bliżyn, Bodzentyn, Łączna, Skarżysko-Kamienna, Wąchock